# Karolewo (Mosina)
Karolewo – południowo-wschodnia część Mosiny, położona na wschód od linii kolejowej Poznań – Wrocław.
Karolewo jest osiedlem domów jednorodzinnych, patronami ulic są polscy poeci.